# Leipheim
Leipheim – miasto w Niemczech, w kraju związkowym Bawaria, w rejencji Szwabia, w regionie Donau-Iller, w powiecie Günzburg. Leży około 5 km na zachód od Günzburga, nad Dunajem, przy autostradzie A8, drodze B10 i linii kolejowej Ulm – Augsburg.

## Demografia
| Rok  | Liczba mieszk. |
| 1970 | 5 057          |
| 1987 | 5 132          |
| 2000 | 6 602          |

## Polityka
Burmistrzem miasta jest Christian Konrad z CSU, rada miasta składa się z 20 osób.
|      | CSU | SPD | Freier Wählerblock | Initiative Alber | UWG | Razem |
| 2008 | 11  | 3   | 2                  | 1                | 3   | 20    |
| 2002 | 10  | 6   | 3                  | 1                | –   | 20    |

## Współpraca
- Węgry: Fonyód